# Move On (film, 1903)
Move On je americký němý film z roku 1903. Režisérem je Alfred C. Abadie (1878–1950). Film trvá zhruba jednu minuty a premiéru měl v říjnu 1903.

## Děj
Cestující obchodník nabízí své zboží na trhu, dokud ho policie stejně jako jeho konkurenty nevyzve k vystěhování. Obchodník však příkaz neuposlechne a nechá své zboží tam, kde je, za což později dostane od strážníka vynadáno.